# La Codina (Folgueroles)
La Codina és una masia de Folgueroles (Osona) protegida com a Bé Cultural d'Interès Local.

## Descripció
Edifici civil, masia de planta quadrada amb la façana orientada a migdia i coberta a quatre aigües. Presenta un gros portal dovellat, al centre del qual hi ha un escut amb una granota. La casa conserva boniques finestres de forma goticitzant.
Una característica interessant d'aquesta construcció són les lloses que sobresurten a l'angle dret de la façana i una altra a la part posterior oi oposada a aquesta, de forma arrodonida i que antigament devien ubicar unes garites destinades a la defensa de la casa.
És un típic mas que fou ampliat i reformat als segles XVII i XVIII, tot i que no conserva cap llinda que pugui informar-nos de la data de la reforma.
Els materials constructius bàsics són la pedra i el morter.

## Història
La notícia més antiga que es coneix de la casa data del 1337, que fa referència al cens que al mas la Codina pagava a San Llorenç del Munt per la "balsa del molino de Barberà".
Segons els capítols matrimonials que conserven els actuals propietaris, aquesta finca fou comprada l'any 1811 per Jaume Bofill de Llerona, més tard fou venuda a Josep Mª de la Torre de Tort, i a la segona meitat del segle xix fou comprada per Pau Oliver, propietari de Les Planes de Can Toni Gros, que entregà aquest mas a la seva filla com a dot quan es casà amb un noi de la Rierola de Sant Pere de Torelló. Els senyors Rierola són encara els propietaris de la finca.